# 알바니아계 코소보인

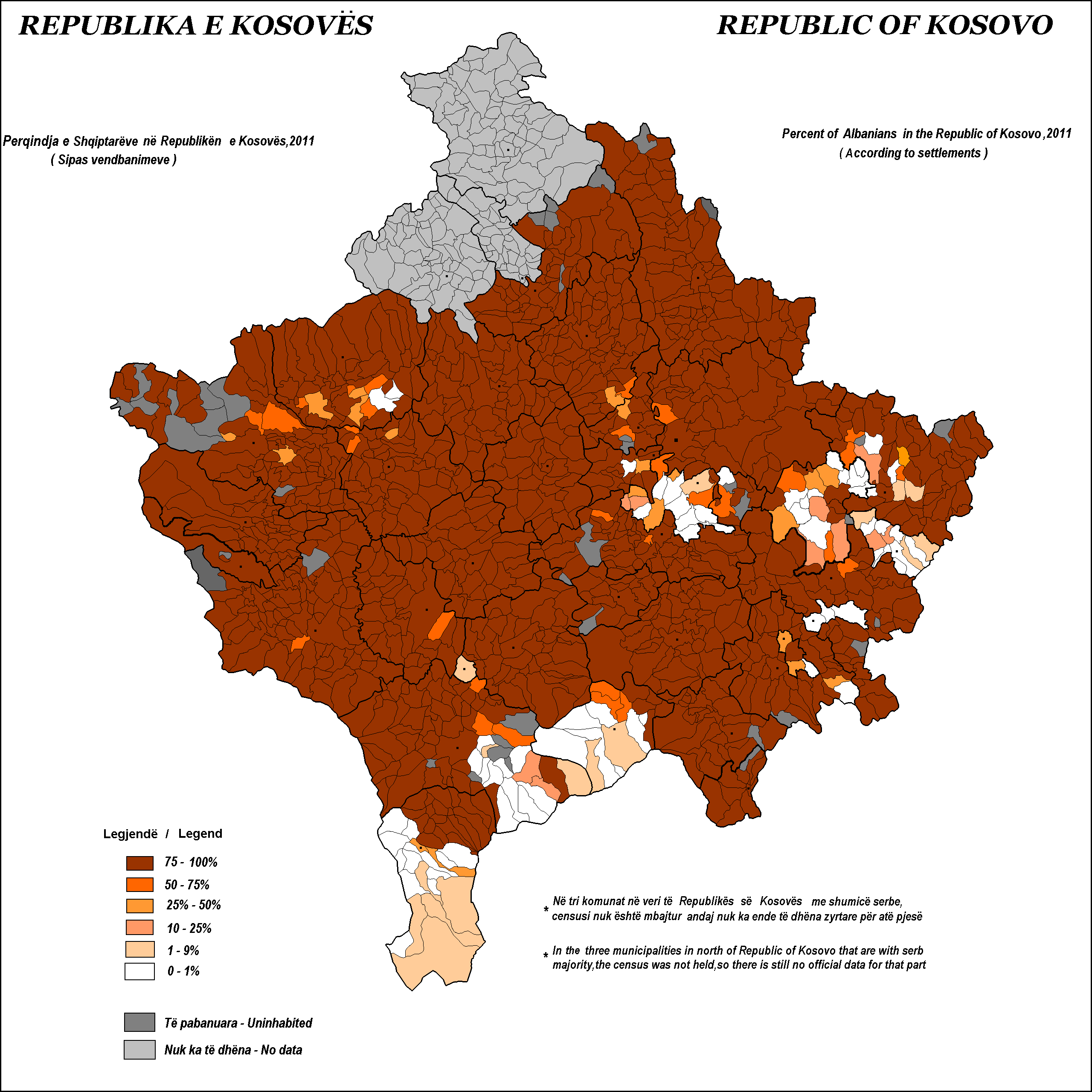
코소보의 알바니아인 분포 (2011년)

코소보 알바니아인(알바니아어: Shqiptarët e Kosovës)은 코소보에서 대다수를 차지하는 민족이다. 코소보 알바니아인은 게그(Ghegs)의 알바니아계 하위 집단에 속하며, 알바니아 북부, 슈쿰빈강 북쪽, 코소보, 세르비아 남부, 북마케도니아 서부 지역에 거주한다.
2000년 추정에 따르면 코소보에는 1,584,000~1,733,600명의 알바니아인이 거주하고 있었으며 이는 전체 인구의 88%에 해당한다. 2011년 기준으로 코소보의 알바니아계 인구 비율은 92.93%다.

## 유명인
- 두아 리파
- 리타 오라

## 같이 보기
- 알바니아-코소보 관계